# Schaila

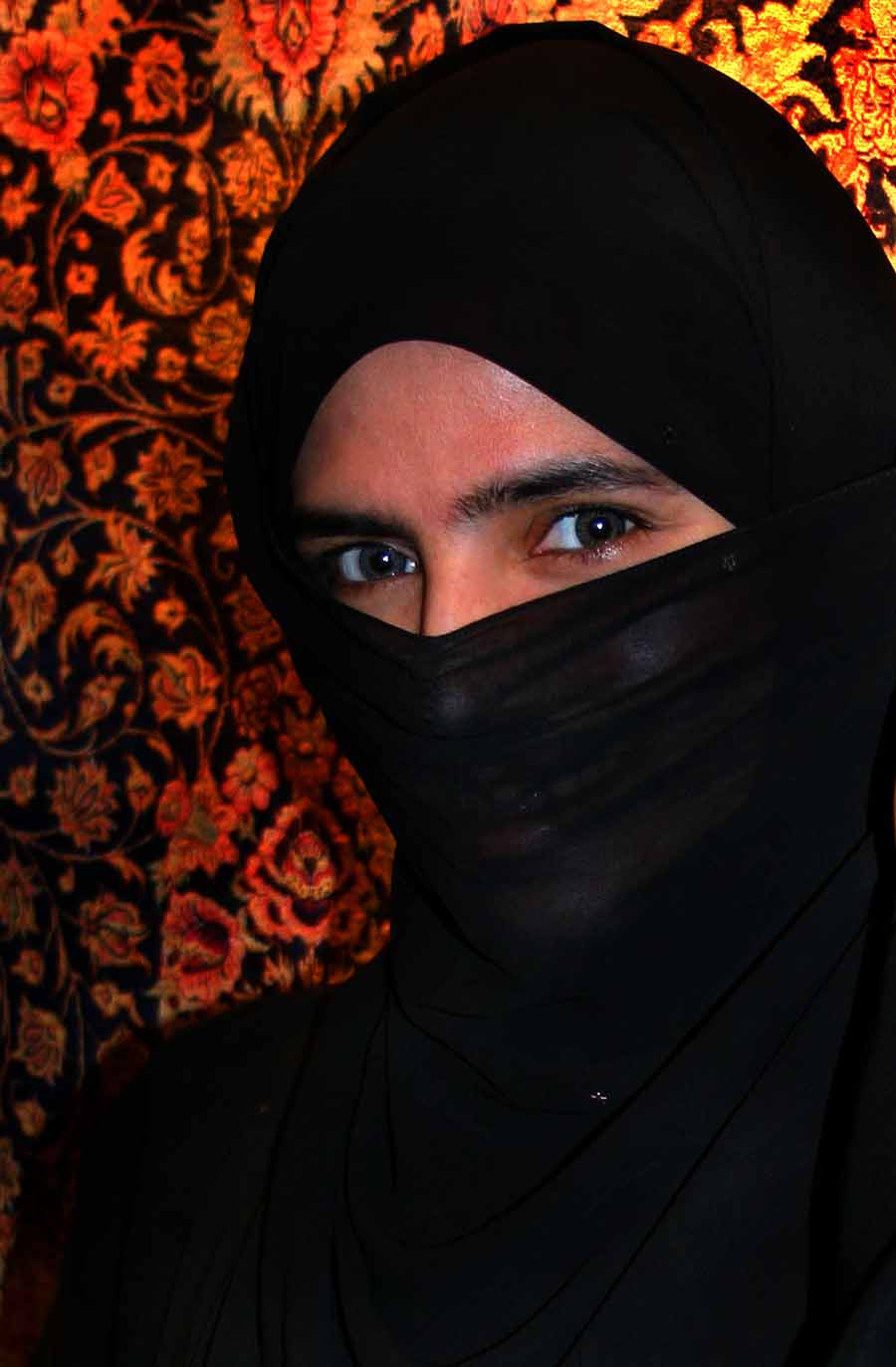
Saudische Frau mit Schaila

Als Schaila (oder auch Shayla; arabisch شيلة, DMG Šaila) wird eine muslimische Kopfbedeckung bezeichnet, die von Frauen getragen wird.
Es handelt sich dabei meist um eine schwarze Maske in Form eines Hidschāb, ähnlich einem Halbniqab, wobei jedoch ein Teil des Gesichts sichtbar bleibt. Die Schaila wird traditionell von einigen Frauen in Saudi-Arabien und anderen arabischen Staaten des Persischen Golfs getragen.